# 加利欽 (安德魯紹夫卡區)
49°59′38″N 29°0′19″E / 49.99389°N 29.00528°E
哈利欽（烏克蘭語：Гальчин），是烏克蘭北部的村莊，隸屬日托米爾州的別爾季切夫區。該村面積19.41平方公里，海拔高度214米，2001年該城鎮人口2,316。